# NASCAR Cup Series 2016
Navigation
2015 2017
Le Championnat de NASCAR Cup Series 2016 est la 68e édition du championnat organisé par la NASCAR aux États-Unis et la 45e édition saison de l'ère moderne. 
L'événement étant sponsorisé par la société Sprint Corporation, le nom officiel du championnat est la NASCAR Sprint Cup Series 2016. Il s'agit de la dernière année de sponsoring de cette société laquelle sera remplacée par la société Monster Energy dès le début de la saison 2017.
La saison débute au Daytona International Speedway par la course d'exhibition Sprint Unlimited, le Can-Am Duel, et le Daytona 500. Elle se termine lors du Ford EcoBoost 400 au Homestead-Miami Speedway.
Jimmie Johnson de l'équipe Hendrick Motorsports remporte son 7e championnat, égalant les records de Richard Petty et de Dale Earnhardt. Chase Elliott est désigné pilote Rookie of the Year pour la saison 2016.
Au terme de la saison, le triple champion NASCAR Cup Series, Tony Stewart ainsi que le pilote Brian Scott mettent un terme à leur carrière en NASCAR. L'équipe Tommy Baldwin Racing cesse également ses activités en fin de saison.

## Repères du début de saison

### Pilotes
- Chase Elliott, venant des Xfinity Series, intègre les NASCAR Cup Series au sein de l'équipe Hendrick Motorsports. Il occupera la voiture no 24 en remplacement de Jeff Gordon, lequel a pris sa retraite en fin de saison 2015[3].
- Clint Bowyer remplace Justin Allgaier au sein de l'équipe HScott Motorsports et sera au volant de la voiture no 15 (auparavant la no 51) en 2016. Il remplacera en 2017 le retraité Tony Stewart dans la voiture no 14 au sein de l'équipe Stewart-Haas Racing. Bowyer avait piloté la no 15 au sein de l'ancienne équipe Michael Waltrip Racing en 2015[4].
- Brian Scott remplace Sam Hornish Jr. au sein de l'équipe Richard Petty Motorsports et sera au volant de la voiture no 44 (anciennement no 8). Il avait roulé en 2015 pour l'équipe Richard Childress Racing dans les Xfinity Series[5].
- Chris Buescher, venant des Xfinity Series, intègre l'équipe Front Row Motorsports en replacement de Brett Moffitt et quelques autres pilotes de la voiture no 34. Buescher avait piloté à six reprises la no 34 en 2015 et avait gagné le championnat 2015 des Xfinity Series Championship au sein de l'équipe Roush Fenway Racing au volant de la voiture no 60. Il est prêté par l'équipe Roush Fenway Racing, laquelle lui fournira un support technique supplémentaire en 2016[6].
- Landon Cassill remplace David Gilliland dans l'équipe Front Row Motorsports au volant de la voiture no 38. Il avait roulé pour l'équipe Hillman Racing dans la voiture no 40 en 2015[7].
- Jeffrey Earnhardt a au moins roulé 20 courses au volant de la no 32 pour l'équipe Go FAS Racing. Bobby Labonte a piloté les 4 courses avec plaque de restriction. L'équipe a utilisé plusieurs pilotes en 2015[8].
- David Ragan a remplacé J. J. Yeley et Jeb Burton au sein de l'équipe BK Racing et dans la voiture no 23. Il a piloté pour plusieurs équipes en 2015 (la plupart du temps en remplacement de pilotes blessés), principalement pour la défunte équipe Michael Waltrip Racing au volant de la voiture no 55[9].
- Regan Smith a remplacé Alex Bowman au volant de la voiture no 7 de l'équipe Tommy Baldwin Racing. Il avait roulé pour l'équipe JR Motorsports en 2015 dans les Xfinity Series[10].
- Le 1er février 2016, Tony Stewart est hôpitalisé pour une blessure au dos conséquence d'un accident survenu dans le désert (totalement étranger à la pratique du sport automobile)[11]. Son équipe Stewart-Haas Racing annonce le 4 février que son pilote manquera le début de saison[12],[13]. Neuf jours plus tard, l'ancien pilote de l'équipe Michael Waltrip Racing, Brian Vickers, est engagé pour prendre la place de Stewart lors du Daytona 500[14]. Vickers et Ty Dillon se partagent ensuite la voiture jusqu'à la course de Bristol. Stewart reprend le volant de la voiture no 14 à Richmond. Pour la course de Talladega, Stewart parvient à qualifier la voiture mais cède la volant en cours de course à Ty Dillon dès la première possibilité. Ensuite, Stewart reprend totalement la voiture à partir de la course de Kansas[15].
- Après la course de Kentucky, Dale Earnhardt Jr. présente des symptômes de commotion cérébrale et est dès lors remplacé par Alex Bowman pour les courses à New Hampshire et au Michigan[16],[17]. Jeff Gordon sort de sa retraite pour remplacer Dale Earnhardt Jr. à Indianapolis, Pocono, Watkins Glen, et Bristol[17]. Le 30 août 2016, son équipe annonce qu'Earnhardt ratera le reste de la saison et que Bowman et Gordon se partageront le volant pour les 12 courses restantes. Gordon pilotera à Darlington, Richmond, Dover, et à Martinsville tandis que Bowman pilotera à Chicagoland, New Hampshire, Charlotte, Kansas, Talladega, Texas, Phoenix, et à Homestead[18].

### Courses
Le calendrier final comprend 36 courses ainsi que des courses d'exhibition (la Sprint Unlimited et la Sprint All-Star Race, cette dernière se déroulant le 26 octobre 2015), une course en duels qualificative (la Can-Am Duel pour le Daytona 500).
Avec l'annonce du calendrier, la NASCAR précise qu'elle a conclu un accord avec tous les circuits pour assurer la pérennité des courses au cours des cinq saisons à venir.
Changement notables par rapport au calendrier 2015 :
- Le weekend de Pâques (repos) est placé fin mars entre les courses de Fontana et de Martinsville (ces dernières années, il était situé à la mi-avril entre les courses de Martinsville et Texas).
- La course Coke Zero 400 de Daytona est disputée à nouveau le samedi soir.
- La course du printemps à Richmond est déplacée du samedi soir au dimanche après-midi.
- Michigan et Bristol échangent leurs dates du mois d'août pour éviter un conflit d'horaire avec les Jeux Olympiques d'été de 2016, lesquels sont retransmis sur la NBC.
- Le troisième weekend de repos est déplacé vers la mi-août entre les courses disputées à Watkins Glen et Bristol, en lieu et place du déplacement habituel entre les courses de Bristol et Darlington. Cette modification a également été effectuée afin d'éviter un conflit d'horaire avec Jeux Olympiques d'été de 2016 retransmis sur la NBC. La NBC ne sait retransmettre pour la même raison la course de Watkins Glen laquelle est retransmise sur la chaîne NASCAR on USA. Cette chaîne n'avait plus retransmis une course des NASCAR Cup Series depuis 1984 (la course UNO Twin 125s). La course de Bristol, pour la même raison, a été retransmise sur NBCSN.
- Pour la Chase du Championnat, les trois premiers niveaux (qui étaient précédemment dénommés le Challenger round, le Contender round  et l'Eliminator round), sont respectivement renommés le Round of 16 (niveau des 16), Round of 12 et Round of 8.

## Engagés
En 2016, 37 équipes ont participé à l'ensemble des courses (équipes full time) tandis que 10 autres n'ont participé qu'à un nombre limité de courses.
| Marques               | Équipes                              | N° | Pilotes               | Cat. | Manches                                          | Chefs d'équipe                                 |
| --------------------- | ------------------------------------ | -- | --------------------- | ---- | ------------------------------------------------ | ---------------------------------------------- |
| Chevrolet             | Chip Ganassi Racing                  | 1  | Jamie McMurray        |      | Toutes                                           | Matt McCall                                    |
| Chevrolet             | Chip Ganassi Racing                  | 42 | Kyle Larson           |      | Toutes                                           | Chad Johnston 35 Phil Surgen 1                 |
| Chevrolet             | Germain Racing                       | 13 | Casey Mears           |      | Toutes                                           | Bootie Barker                                  |
| Chevrolet             | Hendrick Motorsports                 | 5  | Kasey Kahne           |      | Toutes                                           | Keith Rodden                                   |
| Chevrolet             | Hendrick Motorsports                 | 24 | Chase Elliott         | R    | Toutes                                           | Alan Gustafson                                 |
| Chevrolet             | Hendrick Motorsports                 | 48 | Jimmie Johnson        |      | Toutes                                           | Chad Knaus                                     |
| Chevrolet             | Hendrick Motorsports                 | 88 | Dale Earnhardt Jr.    |      | 1–18                                             | Greg Ives                                      |
| Chevrolet             | Hendrick Motorsports                 | 88 | Alex Bowman           |      | 19, 24, 27–28, 30–32, 34–36                      | Greg Ives                                      |
| Chevrolet             | Hendrick Motorsports                 | 88 | Jeff Gordon           |      | 20–23, 25–26, 29, 33                             | Greg Ives                                      |
| Chevrolet             | HScott Motorsports                   | 15 | Clint Bowyer          |      | Toutes                                           | Steve Addington 35 Jay Guy 1                   |
| Chevrolet             | HScott Motorsports                   | 46 | Michael Annett        |      | 1–22, 24–36                                      | Jay Guy 20 Mike Hillman 16                     |
| Chevrolet             | HScott Motorsports                   | 46 | Justin Allgaier       |      | 23                                               | Jay Guy 20 Mike Hillman 16                     |
| Chevrolet             | JTG Daugherty Racing                 | 47 | A. J. Allmendinger    |      | Toutes                                           | Randall Burnett 35 Ernie Cope 1                |
| Chevrolet             | Circle Sport – Leavine Family Racing | 95 | Ty Dillon             |      | 1, 7, 14–15, 18, 29, 36                          | Todd Parrott 11 Dave Winston 24 Matt Borland 1 |
| Chevrolet             | Circle Sport – Leavine Family Racing | 95 | Michael McDowell      |      | 2–6, 8–13, 16–17, 19–28, 30–35                   | Todd Parrott 11 Dave Winston 24 Matt Borland 1 |
| Chevrolet             | Richard Childress Racing             | 3  | Austin Dillon         |      | Toutes                                           | Slugger Labbe                                  |
| Chevrolet             | Richard Childress Racing             | 27 | Paul Menard           |      | Toutes                                           | Justin Alexander 20 Danny Stockman Jr. 16      |
| Chevrolet             | Richard Childress Racing             | 31 | Ryan Newman           |      | Toutes                                           | Luke Lambert                                   |
| Chevrolet             | Stewart-Haas Racing                  | 4  | Kevin Harvick         |      | Toutes                                           | Rodney Childers 35 Dax Gerringer 1             |
| Chevrolet             | Stewart-Haas Racing                  | 10 | Danica Patrick        |      | Toutes                                           | Billy Scott                                    |
| Chevrolet             | Stewart-Haas Racing                  | 14 | Brian Vickers         |      | 1, 3, 5–7                                        | Mike Bugarewicz                                |
| Chevrolet             | Stewart-Haas Racing                  | 14 | Ty Dillon             |      | 2, 4, 8                                          | Mike Bugarewicz                                |
| Chevrolet             | Stewart-Haas Racing                  | 14 | Tony Stewart          |      | 9–36                                             | Mike Bugarewicz                                |
| Chevrolet             | Stewart-Haas Racing                  | 41 | Kurt Busch            |      | Toutes                                           | Tony Gibson 35 John Klausmeier 1               |
| Chevrolet             | Tommy Baldwin Racing                 | 7  | Regan Smith           |      | 1–26, 28–36                                      | Tommy Baldwin Jr.                              |
| Chevrolet             | Tommy Baldwin Racing                 | 7  | Ty Dillon             |      | 27                                               | Tommy Baldwin Jr.                              |
| Chevrolet             | Circle Sport – Leavine Family Racing | 59 | Michael McDowell      |      | 1, 36                                            | Dave Winston 1 Todd Parrott 1                  |
| Chevrolet             | Hillman Racing                       | 40 | Reed Sorenson         |      | 1                                                | Pat Tryson                                     |
| Chevrolet             | The Motorsports Group                | 30 | Josh Wise             |      | 1–31, 34                                         | Dave Fuge 31 Wayne Carroll 4                   |
| Chevrolet             | The Motorsports Group                | 30 | Gray Gaulding         |      | 33, 35–36                                        | Dave Fuge 31 Wayne Carroll 4                   |
| Ford                  | Front Row Motorsports                | 34 | Chris Buescher        | R    | Toutes                                           | Bob Osborne                                    |
| Ford                  | Front Row Motorsports                | 38 | Landon Cassill        |      | Toutes                                           | Donnie Wingo                                   |
| Ford                  | Go FAS Racing                        | 32 | Bobby Labonte         |      | 1, 10, 17, 32                                    | Wally Rogers 35 Clinton Cram 1                 |
| Ford                  | Go FAS Racing                        | 32 | Jeffrey Earnhardt     | R    | 2–3, 5, 7–9, 12–13, 15, 18, 23–26, 28–30, 33, 35 | Wally Rogers 35 Clinton Cram 1                 |
| Ford                  | Go FAS Racing                        | 32 | Joey Gase             |      | 4, 6, 11, 27, 31, 34                             | Wally Rogers 35 Clinton Cram 1                 |
| Ford                  | Go FAS Racing                        | 32 | Jeb Burton            |      | 14, 21                                           | Wally Rogers 35 Clinton Cram 1                 |
| Ford                  | Go FAS Racing                        | 32 | Patrick Carpentier    |      | 16, 20                                           | Wally Rogers 35 Clinton Cram 1                 |
| Ford                  | Go FAS Racing                        | 32 | Eddie MacDonald       |      | 19                                               | Wally Rogers 35 Clinton Cram 1                 |
| Ford                  | Go FAS Racing                        | 32 | Boris Said            |      | 22                                               | Wally Rogers 35 Clinton Cram 1                 |
| Ford                  | Go FAS Racing                        | 32 | Dylan Lupton          |      | 36                                               | Wally Rogers 35 Clinton Cram 1                 |
| Ford                  | Richard Petty Motorsports            | 43 | Aric Almirola         |      | Toutes                                           | Trent Owens 26 Drew Blickensderfer 10          |
| Ford                  | Richard Petty Motorsports            | 44 | Brian Scott           | R    | Toutes                                           | Chris Heroy                                    |
| Ford                  | Roush Fenway Racing                  | 6  | Trevor Bayne          |      | Toutes                                           | Matt Puccia                                    |
| Ford                  | Roush Fenway Racing                  | 16 | Greg Biffle           |      | Toutes                                           | Brian Pattie 34 Robbie Reiser 2                |
| Ford                  | Roush Fenway Racing                  | 17 | Ricky Stenhouse Jr.   |      | Toutes                                           | Nick Sandler 35 Mike Kelley 1                  |
| Ford                  | Team Penske                          | 2  | Brad Keselowski       |      | Toutes                                           | Paul Wolfe                                     |
| Ford                  | Team Penske                          | 22 | Joey Logano           |      | Toutes                                           | Todd Gordon                                    |
| Ford                  | Wood Brothers Racing                 | 21 | Ryan Blaney           | R    | Toutes                                           | Jeremy Bullins                                 |
| Ford                  | Front Row Motorsports                | 35 | David Gilliland       |      | 1, 10, 17, 32                                    | Joe Lax 1 Todd Anderson 3                      |
| Ford                  | Roush Fenway Racing                  | 99 | Ryan Reed             |      | 32                                               | Phil Gould                                     |
| Toyota                | BK Racing                            | 23 | David Ragan           |      | Toutes                                           | Patrick Donahue                                |
| Toyota                | BK Racing                            | 83 | Michael Waltrip       |      | 1                                                | Doug Richert 4 Gene Nead 31 Mike Ford 1        |
| Toyota                | BK Racing                            | 83 | Matt DiBenedetto      |      | 2–25, 27–31, 35                                  | Doug Richert 4 Gene Nead 31 Mike Ford 1        |
| Toyota                | BK Racing                            | 83 | Dylan Lupton          |      | 26, 33                                           | Doug Richert 4 Gene Nead 31 Mike Ford 1        |
| Toyota                | BK Racing                            | 83 | Jeffrey Earnhardt     | R    | 32, 34, 36                                       | Doug Richert 4 Gene Nead 31 Mike Ford 1        |
| Toyota                | Furniture Row Racing                 | 78 | Martin Truex Jr.      |      | Toutes                                           | Cole Pearn 35 Todd Berrier 1                   |
| Toyota                | Joe Gibbs Racing                     | 11 | Denny Hamlin          |      | Toutes                                           | Mike Wheeler                                   |
| Toyota                | Joe Gibbs Racing                     | 18 | Kyle Busch            |      | Toutes                                           | Adam Stevens 35 Todd Berrier 1                 |
| Toyota                | Joe Gibbs Racing                     | 19 | Carl Edwards          |      | Toutes                                           | Dave Rogers                                    |
| Toyota                | Joe Gibbs Racing                     | 20 | Matt Kenseth          |      | Toutes                                           | Jason Ratcliff                                 |
| Toyota                | BK Racing                            | 26 | Robert Richardson Jr. |      | 1                                                | Mike Ford                                      |
| Toyota                | BK Racing                            | 49 | Matt DiBenedetto      |      | 36                                               | Gene Nead                                      |
| Toyota                | BK Racing                            | 93 | Matt DiBenedetto      |      | 1, 26, 32–33                                     | Gene Nead                                      |
| Toyota                | BK Racing                            | 93 | Ryan Ellis            |      | 9, 20, 34                                        | Mike Ford                                      |
| Toyota                | BK Racing                            | 93 | Dylan Lupton          |      | 16                                               | Mike Ford                                      |
| Chevrolet 24 Toyota 7 | Premium Motorsports                  | 55 | Reed Sorenson         |      | 6–9, 11–13, 17–21, 23–30, 32–34, 36              | Pat Tryson 30 Maurice Hester 1                 |
| Chevrolet 24 Toyota 7 | Premium Motorsports                  | 55 | Michael Waltrip       |      | 10                                               | Pat Tryson 30 Maurice Hester 1                 |
| Chevrolet 24 Toyota 7 | Premium Motorsports                  | 55 | Cole Whitt            |      | 14–15, 31                                        | Pat Tryson 30 Maurice Hester 1                 |
| Chevrolet 24 Toyota 7 | Premium Motorsports                  | 55 | Cody Ware             |      | 16                                               | Pat Tryson 30 Maurice Hester 1                 |
| Chevrolet 24 Toyota 7 | Premium Motorsports                  | 55 | Alex Kennedy          |      | 22                                               | Pat Tryson 30 Maurice Hester 1                 |
| Chevrolet 24 Toyota 7 | Premium Motorsports                  | 55 | D. J. Kennington      |      | 35                                               | Pat Tryson 30 Maurice Hester 1                 |
| Chevrolet 26 Toyota 6 | Premium Motorsports                  | 98 | Cole Whitt            |      | 1–13, 16–18, 20–28, 30                           | Mark Hillman 23 Ben Leslie 8 Pat Tryson 1      |
| Chevrolet 26 Toyota 6 | Premium Motorsports                  | 98 | Reed Sorenson         |      | 14–15, 31, 35                                    | Mark Hillman 23 Ben Leslie 8 Pat Tryson 1      |
| Chevrolet 26 Toyota 6 | Premium Motorsports                  | 98 | Ryan Ellis            |      | 19                                               | Mark Hillman 23 Ben Leslie 8 Pat Tryson 1      |
| Chevrolet 26 Toyota 6 | Premium Motorsports                  | 98 | Timmy Hill            |      | 29                                               | Mark Hillman 23 Ben Leslie 8 Pat Tryson 1      |

## Les quatre premiers de 2016
|  |  |  |  |
|  |  |  |  |

## Calendrier et podiums des courses de la saison 2016
| N°                                                  | Dates        | Nom de la course                                                       | Circuits                                      | États            | Premier             | Second              | Troisième          |
| --------------------------------------------------- | ------------ | ---------------------------------------------------------------------- | --------------------------------------------- | ---------------- | ------------------- | ------------------- | ------------------ |
| HC (en)                                             | 13 février   | Sprint Unlimited                                                       | Daytona International Speedway, Daytona Beach | Floride          | Denny Hamlin        | Joey Logano         | Paul Menard        |
| Q (en)                                              | 18 février   | Can-Am Duel                                                            | Daytona International Speedway, Daytona Beach | Floride          | Dale Earnhardt, Jr. | Joey Logano         | Ryan Blaney        |
| 1 (en)                                              | 21 février   | Daytona 500                                                            | Daytona International Speedway, Daytona Beach | Floride          | Kyle Busch          | Jamie McMurray      | Kurt Busch         |
| 2 (en)                                              | 28 février   | Folds of Honor QuikTrip 500                                            | Atlanta Motor Speedway, Hampton               | Géorgie          | Jimmie Johnson      | Dale Earnhardt, Jr. | Kyle Busch         |
| 3 (en)                                              | 6 mars       | Kobalt 400                                                             | Las Vegas Motor Speedway, Las Vegas           | Nevada           | Brad Keselowski     | Joey Logano         | Jimmie Johnson     |
| 4 (en)                                              | 13 mars      | Good Sam 500                                                           | Phoenix International Raceway, Avondale       | Arizona          | Kevin Harvick       | Carl Edwards        | Denny Hamlin       |
| 5 (en)                                              | 20 mars      | Auto Club 400                                                          | Auto Club Speedway, Fontana                   | Californie       | Jimmie Johnson      | Kevin Harvick       | Denny Hamlin       |
| 6 (en)                                              | 3 avril      | STP 500                                                                | Martinsville Speedway, Ridgeway               | Virginie         | Kyle Busch          | A. J. Allmendinger  | Kyle Larson        |
| 7 (en)                                              | 9 avril      | Duck Commander 500                                                     | Texas Motor Speedway, Fort Worth              | Texas            | Kyle Busch          | Dale Earnhardt, Jr. | Joey Lagano        |
| 8 (en)                                              | 17 avril     | Food City 500                                                          | Bristol Motor Speedway, Bristol               | Tennessee        | Carl Edwards        | Dale Earnhardt, Jr. | Kurt Busch         |
| 9 (en)                                              | 24 avril     | Toyota Owners 400                                                      | Richmond International Raceway, Richmond      | Virginie         | Carl Edwards        | Kyle Busch          | Jimmie Johnson     |
| 10 (en)                                             | 1er mai      | GEICO 500                                                              | Talladega Superspeedway, Lincoln              | Alabama          | Brad Keselowski     | Kyle Busch          | Austin Dillon      |
| 11 (en)                                             | 7 mai        | Go Bowling 400                                                         | Kansas Speedway, Kansas City                  | Kansas           | Kyle Busch          | Kevin Harvick       | Kurt Busch         |
| 12 (en)                                             | 15 mai       | AAA 400 Drive for Autism                                               | Dover International Speedway, Dover           | Delaware         | Matt Kenseth        | Kyle Larson         | Chase Elliott (R)  |
| HC (en)                                             | 21 mai ~     | Sprint Showdown                                                        | Charlotte Motor Speedway, Concord             | Caroline du Nord | Kyle Larson         | Greg Biffle         | Trevor Bayne       |
| HC (en)                                             | 21 mai       | NASCAR Sprint All-Star Race                                            | Charlotte Motor Speedway, Concord             | Caroline du Nord | Joey Logano         | Brad Keselowski     | Dale Earnhardt Jr. |
| 13 (en)                                             | 29 mai       | Coca-Cola 600                                                          | Charlotte Motor Speedway, Concord             | Caroline du Nord | Martin Truex Jr.    | Kevin Harvick       | Jimmie Johnson     |
| 14 (en)                                             | 6 juin †     | Axalta "We Paint Winners" 400                                          | Pocono Raceway, Long Pond                     | Pennsylvanie     | Kurt Busch          | Dale Earnhardt Jr.  | Brad Keselowski    |
| 15 (en)                                             | 12 juin      | FireKeepers Casino 400                                                 | Michigan International Speedway, Brooklyn     | Michigan         | Joey Logano         | Chase Elliott (R)   | Kyle Larson        |
| 16 (en)                                             | 26 juin      | Toyota/Save Mart 350                                                   | Sonoma Raceway, Sonoma                        | Californie       | Tony Stewart        | Denny Hamlin        | Joey Logano        |
| 17 (en)                                             | 2 juillet    | Coke Zero 400                                                          | Daytona International Speedway, Daytona Beach | Floride          | Brad Keselowski     | Kyle Busch          | Trevor Bayne       |
| 18 (en)                                             | 9 juillet    | Quaker State 400                                                       | Kentucky Speedway, Sparta                     | Kentucky         | Brad Keselowski     | Carl Edwards        | Ryan Newman        |
| 19 (en)                                             | 17 juillet   | New Hampshire 301                                                      | New Hampshire Motor Speedway, Loudon          | New Hampshire    | Matt Kenseth        | Tony Stewart        | Joey Logano        |
| 20 (en)                                             | 24 juillet   | Crown Royal presents the Combat Wounded Coalition 400 at the Brickyard | Indianapolis Motor Speedway, Speedway         | Indiana          | Kyle Busch          | Matt Kenseth        | Jimmie Johnson     |
| 21 (en)                                             | 1er août ‡   | Pennsylvania 400                                                       | Pocono Raceway, Long Pond                     | Pennsylvanie     | Chris Buescher (R)  | Brad Keselowski     | Regan Smith        |
| 22 (en)                                             | 7 août       | Cheez-It 355 at The Glen                                               | Watkins Glen International, Watkins Glen      | New York         | Denny Hamlin        | Joey Logano         | Brad Keselowski    |
| 23 (en)                                             | 20–21 août ¤ | Bass Pro Shops NRA Night Race                                          | Bristol Motor Speedway, Bristol               | Tennessee        | Kevin Harvick       | Ricky Stenhouse Jr. | Denny Hamlin       |
| 24 (en)                                             | 28 août      | Pure Michigan 400                                                      | Michigan International Speedway, Brooklyn     | Michigan         | Kyle Larson         | Chase Elliott (R)   | Brad Keselowski    |
| 25 (en)                                             | 4 septembre  | Bojangles' Southern 500                                                | Darlington Raceway, Darlington                | Caroline du Sud  | Martin Truex Jr.    | Kevin Harvick       | Kyle Larson        |
| 26 (en)                                             | 10 septembre | Federated Auto Parts 400                                               | Richmond International Raceway, Richmond      | Virginie         | Denny Hamlin        | Kyle Larson         | Martin Truex Jr.   |
| Chase pour le championnat de Sprint Cup Series 2016 |              |                                                                        |                                               |                  |                     |                     |                    |
| Round of 16                                         |              |                                                                        |                                               |                  |                     |                     |                    |
| 27 (en)                                             | 18 septembre | Teenage Mutant Ninja Turtles 400                                       | Chicagoland Speedway, Joliet                  | Illinois         | Martin Truex Jr.    | Joey Logano         | Chase Elliott (R)  |
| 28 (en)                                             | 25 septembre | Bad Boy Off Road 300                                                   | New Hampshire Motor Speedway, Loudon          | New Hampshire    | Kevin Harvick       | Matt Kenseth        | Kyle Busch         |
| 29 (en)                                             | 2 octobre    | Citizen Soldier 400                                                    | Dover International Speedway, Dover           | Delaware         | Martin Truex Jr.    | Kyle Busch          | Chase Elliott (R)  |
| Round of 12                                         |              |                                                                        |                                               |                  |                     |                     |                    |
| 30 (en)                                             | 9 octobre ₪  | Bank of America 500                                                    | Charlotte Motor Speedway, Concord             | Caroline du Nord | Jimmie Johnson      | Matt Kenseth        | Kasey Kahne        |
| 31 (en)                                             | 16 octobre   | Hollywood Casino 400                                                   | Kansas Speedway, Kansas City                  | Kansas           | Kevin Harvick       | Carl Edwards        | Joey Logano        |
| 32 (en)                                             | 23 octobre   | Hellmann's 500                                                         | Talladega Superspeedway, Lincoln              | Alabama          | Joey Logano         | Brian Scott (R)     | Denny Hamlin       |
| Round of 8                                          |              |                                                                        |                                               |                  |                     |                     |                    |
| 33 (en)                                             | 30 octobre   | Goody's Fast Relief 500                                                | Martinsville Speedway, Ridgeway               | Virginie         | Jimmie Johnson      | Brad Keselowski     | Denny Hamlin       |
| 34 (en)                                             | 6 novembre   | AAA Texas 500                                                          | Texas Motor Speedway, Fort Worth              | Texas            | Carl Edwards        | Joey Logano         | Martin Truex Jr.   |
| 35 (en)                                             | 13 novembre  | Can-Am 500                                                             | Phoenix International Raceway, Avondale       | Arizona          | Joey Logano         | Kyle Busch          | Kyle Larson        |
| Finale du championnat (Round of 4)                  |              |                                                                        |                                               |                  |                     |                     |                    |
| 36 (en)                                             | 20 novembre  | Ford EcoBoost 400                                                      | Homestead-Miami Speedway, Homestead           | Floride          | Jimmie Johnson      | Kyle Larson         | Kevin Harvick      |

- ~ : Le Sprint Showdown au Charlotte Motor Speedway fut reporté du 20 au 21 mai à cause des mauvaises conditions météorologiques[21].
- † : L'Axalta "We Paint Winners" 400 au Pocono Raceway fut reporté du 5 au 6 juin à cause des mauvaises conditions météorologiques[22].
- ‡ : Le Pennsylvania 400 au Pocono Raceway fut reporté du 31 juillet au 1er août à cause des mauvaises conditions météorologiques[23]
- ¤ : Le Bass Pro Shops NRA Night Race au Bristol Motor Speedway débuta le 20 août mais fut reporté pour se terminer le 21 août à cause des mauvaises conditions météorologiques[24]
- ₪ : Le Bank of America 500 au Charlotte Motor Speedway fut reporté du 8 au 9 octobre à cause des mauvaises conditions météorologiques (Ouragan Matthew)[25].

## Classement du championnat
| Couleurs | Significations                      |
| -------- | ----------------------------------- |
| Or       | Vainqueur                           |
| Argent   | Classé entre la 2e et la 5e place   |
| Bronze   | Classé entre la 6e et la 10e place  |
| Vert     | Classé entre la 11e et la 20e place |
| Bleu     | Classé 21e ou pire                  |

| Couleurs | Abr. | Significations                                   |
| -------- | ---- | ------------------------------------------------ |
| Violet   | DNF  | N'a pas fini                                     |
| Noir     | DSQ  | Disqualifié                                      |
| Rose     | DNQ  | Non qualifié                                     |
| Brun     | Wth  | Abandonné la course                              |
| Blanc    | QL   | Qualifié pour un autre pilote                    |
| Blanc    | INQ  | Qualifié mais remplacé à la suite d'une blessure |

| Abréviations | Significations    |
| ------------ | ----------------- |
| (R)          | Rookie            |
| DNP          | N'a pas participé |
| INJ          | Blessé ou malade  |
| EX           | Exclu             |
| DNA          | N'est pas arrivé  |

 En gras – Pole position selon le meilleur temps.
En italique – Pole position selon les résultats des entraînements ou selon les points du propriétaire en 2015/16.
* – Ayant mené le plus grand nombre de tours.
. – Éliminé après le Round of 16
. – Éliminé après le Round of 12
. – Éliminé après le Round of 8
| Les quatre pilotes ayant disputé le titre de champion de la Nascar Cup Series 2016 | Les quatre pilotes ayant disputé le titre de champion de la Nascar Cup Series 2016 | Les quatre pilotes ayant disputé le titre de champion de la Nascar Cup Series 2016 | Les quatre pilotes ayant disputé le titre de champion de la Nascar Cup Series 2016 | Les quatre pilotes ayant disputé le titre de champion de la Nascar Cup Series 2016 | Les quatre pilotes ayant disputé le titre de champion de la Nascar Cup Series 2016 | Les quatre pilotes ayant disputé le titre de champion de la Nascar Cup Series 2016 | Les quatre pilotes ayant disputé le titre de champion de la Nascar Cup Series 2016 | Les quatre pilotes ayant disputé le titre de champion de la Nascar Cup Series 2016 | Les quatre pilotes ayant disputé le titre de champion de la Nascar Cup Series 2016 | Les quatre pilotes ayant disputé le titre de champion de la Nascar Cup Series 2016 | Les quatre pilotes ayant disputé le titre de champion de la Nascar Cup Series 2016 | Les quatre pilotes ayant disputé le titre de champion de la Nascar Cup Series 2016 | Les quatre pilotes ayant disputé le titre de champion de la Nascar Cup Series 2016 | Les quatre pilotes ayant disputé le titre de champion de la Nascar Cup Series 2016 | Les quatre pilotes ayant disputé le titre de champion de la Nascar Cup Series 2016 | Les quatre pilotes ayant disputé le titre de champion de la Nascar Cup Series 2016 | Les quatre pilotes ayant disputé le titre de champion de la Nascar Cup Series 2016 | Les quatre pilotes ayant disputé le titre de champion de la Nascar Cup Series 2016 | Les quatre pilotes ayant disputé le titre de champion de la Nascar Cup Series 2016 | Les quatre pilotes ayant disputé le titre de champion de la Nascar Cup Series 2016 | Les quatre pilotes ayant disputé le titre de champion de la Nascar Cup Series 2016 | Les quatre pilotes ayant disputé le titre de champion de la Nascar Cup Series 2016 | Les quatre pilotes ayant disputé le titre de champion de la Nascar Cup Series 2016 | Les quatre pilotes ayant disputé le titre de champion de la Nascar Cup Series 2016 | Les quatre pilotes ayant disputé le titre de champion de la Nascar Cup Series 2016 | Les quatre pilotes ayant disputé le titre de champion de la Nascar Cup Series 2016 | Les quatre pilotes ayant disputé le titre de champion de la Nascar Cup Series 2016 | Les quatre pilotes ayant disputé le titre de champion de la Nascar Cup Series 2016 | Les quatre pilotes ayant disputé le titre de champion de la Nascar Cup Series 2016 | Les quatre pilotes ayant disputé le titre de champion de la Nascar Cup Series 2016 | Les quatre pilotes ayant disputé le titre de champion de la Nascar Cup Series 2016 | Les quatre pilotes ayant disputé le titre de champion de la Nascar Cup Series 2016 | Les quatre pilotes ayant disputé le titre de champion de la Nascar Cup Series 2016 | Les quatre pilotes ayant disputé le titre de champion de la Nascar Cup Series 2016 | Les quatre pilotes ayant disputé le titre de champion de la Nascar Cup Series 2016 | Les quatre pilotes ayant disputé le titre de champion de la Nascar Cup Series 2016 | Les quatre pilotes ayant disputé le titre de champion de la Nascar Cup Series 2016 | Les quatre pilotes ayant disputé le titre de champion de la Nascar Cup Series 2016 | Les quatre pilotes ayant disputé le titre de champion de la Nascar Cup Series 2016 |
| ---------------------------------------------------------------------------------- | ---------------------------------------------------------------------------------- | ---------------------------------------------------------------------------------- | ---------------------------------------------------------------------------------- | ---------------------------------------------------------------------------------- | ---------------------------------------------------------------------------------- | ---------------------------------------------------------------------------------- | ---------------------------------------------------------------------------------- | ---------------------------------------------------------------------------------- | ---------------------------------------------------------------------------------- | ---------------------------------------------------------------------------------- | ---------------------------------------------------------------------------------- | ---------------------------------------------------------------------------------- | ---------------------------------------------------------------------------------- | ---------------------------------------------------------------------------------- | ---------------------------------------------------------------------------------- | ---------------------------------------------------------------------------------- | ---------------------------------------------------------------------------------- | ---------------------------------------------------------------------------------- | ---------------------------------------------------------------------------------- | ---------------------------------------------------------------------------------- | ---------------------------------------------------------------------------------- | ---------------------------------------------------------------------------------- | ---------------------------------------------------------------------------------- | ---------------------------------------------------------------------------------- | ---------------------------------------------------------------------------------- | ---------------------------------------------------------------------------------- | ---------------------------------------------------------------------------------- | ---------------------------------------------------------------------------------- | ---------------------------------------------------------------------------------- | ---------------------------------------------------------------------------------- | ---------------------------------------------------------------------------------- | ---------------------------------------------------------------------------------- | ---------------------------------------------------------------------------------- | ---------------------------------------------------------------------------------- | ---------------------------------------------------------------------------------- | ---------------------------------------------------------------------------------- | ---------------------------------------------------------------------------------- | ---------------------------------------------------------------------------------- | ---------------------------------------------------------------------------------- |
| Pos.                                                                               | Pilote                                                                             | DAY                                                                                | ATL                                                                                | LVS                                                                                | PHO                                                                                | CAL                                                                                | MAR                                                                                | TEX                                                                                | BRI                                                                                | RCH                                                                                | TAL                                                                                | KAN                                                                                | DOV                                                                                | CLT                                                                                | POC                                                                                | MCH                                                                                | SON                                                                                | DAY                                                                                | KEN                                                                                | NHA                                                                                | IND                                                                                | POC                                                                                | GLN                                                                                | BRI                                                                                | MCH                                                                                | DAR                                                                                | RCH                                                                                |                                                                                    | CHI                                                                                | NHA                                                                                | DOV                                                                                | CLT                                                                                | KAN                                                                                | TAL                                                                                | MAR                                                                                | TEX                                                                                | PHO                                                                                | HOM                                                                                | Pts                                                                                |
| 1                                                                                  | Jimmie Johnson                                                                     | 16                                                                                 | 1                                                                                  | 3*                                                                                 | 11                                                                                 | 1                                                                                  | 9                                                                                  | 4                                                                                  | 23                                                                                 | 3                                                                                  | 22                                                                                 | 17                                                                                 | 25                                                                                 | 3                                                                                  | 35                                                                                 | 16                                                                                 | 13                                                                                 | 35                                                                                 | 32                                                                                 | 12                                                                                 | 3                                                                                  | 16                                                                                 | 40                                                                                 | 7                                                                                  | 6                                                                                  | 33                                                                                 | 11                                                                                 | 12*                                                                                | 8                                                                                  | 7                                                                                  | 1*                                                                                 | 4                                                                                  | 23                                                                                 | 1                                                                                  | 11                                                                                 | 38                                                                                 | 1                                                                                  | 5040                                                                               |                                                                                    |
| 2                                                                                  | Joey Logano                                                                        | 6                                                                                  | 12                                                                                 | 2                                                                                  | 18                                                                                 | 4                                                                                  | 11                                                                                 | 3                                                                                  | 10                                                                                 | 8                                                                                  | 25                                                                                 | 38                                                                                 | 22                                                                                 | 9                                                                                  | 5                                                                                  | 1*                                                                                 | 3                                                                                  | 4                                                                                  | 39                                                                                 | 3                                                                                  | 7                                                                                  | 37*                                                                                | 2                                                                                  | 10                                                                                 | 10                                                                                 | 5                                                                                  | 10                                                                                 | 2                                                                                  | 11                                                                                 | 6                                                                                  | 36                                                                                 | 3                                                                                  | 1                                                                                  | 9                                                                                  | 2*                                                                                 | 1                                                                                  | 4                                                                                  | 5037                                                                               |                                                                                    |
| 3                                                                                  | Kyle Busch                                                                         | 3                                                                                  | 3                                                                                  | 4                                                                                  | 4                                                                                  | 25                                                                                 | 1*                                                                                 | 1                                                                                  | 38                                                                                 | 2                                                                                  | 2                                                                                  | 1                                                                                  | 30                                                                                 | 33                                                                                 | 31                                                                                 | 40                                                                                 | 7                                                                                  | 2                                                                                  | 12                                                                                 | 8*                                                                                 | 1*                                                                                 | 9                                                                                  | 6                                                                                  | 39*                                                                                | 19                                                                                 | 11                                                                                 | 9                                                                                  | 8                                                                                  | 3                                                                                  | 2                                                                                  | 6                                                                                  | 5                                                                                  | 30                                                                                 | 5                                                                                  | 5                                                                                  | 2                                                                                  | 6                                                                                  | 5035                                                                               |                                                                                    |
| 4                                                                                  | Carl Edwards                                                                       | 5                                                                                  | 5                                                                                  | 18                                                                                 | 2                                                                                  | 7                                                                                  | 6                                                                                  | 7                                                                                  | 1*                                                                                 | 1*                                                                                 | 35                                                                                 | 11                                                                                 | 28                                                                                 | 18                                                                                 | 8                                                                                  | 6                                                                                  | 4                                                                                  | 25                                                                                 | 2                                                                                  | 20                                                                                 | 35                                                                                 | 8                                                                                  | 15                                                                                 | 6                                                                                  | 7                                                                                  | 19                                                                                 | 32                                                                                 | 15                                                                                 | 6                                                                                  | 14                                                                                 | 12                                                                                 | 2                                                                                  | 29                                                                                 | 36                                                                                 | 1                                                                                  | 19                                                                                 | 34                                                                                 | 5007                                                                               |                                                                                    |
| Pilotes éliminés de la course au titre                                             |                                                                                    |                                                                                    |                                                                                    |                                                                                    |                                                                                    |                                                                                    |                                                                                    |                                                                                    |                                                                                    |                                                                                    |                                                                                    |                                                                                    |                                                                                    |                                                                                    |                                                                                    |                                                                                    |                                                                                    |                                                                                    |                                                                                    |                                                                                    |                                                                                    |                                                                                    |                                                                                    |                                                                                    |                                                                                    |                                                                                    |                                                                                    |                                                                                    |                                                                                    |                                                                                    |                                                                                    |                                                                                    |                                                                                    |                                                                                    |                                                                                    |                                                                                    |                                                                                    |                                                                                    |                                                                                    |
| Pos.                                                                               | Pilote                                                                             | DAY                                                                                | ATL                                                                                | LVS                                                                                | PHO                                                                                | CAL                                                                                | MAR                                                                                | TEX                                                                                | BRI                                                                                | RCH                                                                                | TAL                                                                                | KAN                                                                                | DOV                                                                                | CLT                                                                                | POC                                                                                | MCH                                                                                | SON                                                                                | DAY                                                                                | KEN                                                                                | NHA                                                                                | IND                                                                                | POC                                                                                | GLN                                                                                | BRI                                                                                | MCH                                                                                | DAR                                                                                | RCH                                                                                |                                                                                    | CHI                                                                                | NHA                                                                                | DOV                                                                                | CLT                                                                                | KAN                                                                                | TAL                                                                                | MAR                                                                                | TEX                                                                                | PHO                                                                                | HOM                                                                                | Pts                                                                                |
| 5                                                                                  | Matt Kenseth                                                                       | 14                                                                                 | 19                                                                                 | 37                                                                                 | 7                                                                                  | 19                                                                                 | 15                                                                                 | 11                                                                                 | 36                                                                                 | 7                                                                                  | 23                                                                                 | 4                                                                                  | 1                                                                                  | 7                                                                                  | 7                                                                                  | 14                                                                                 | 20                                                                                 | 28                                                                                 | 8                                                                                  | 1                                                                                  | 2                                                                                  | 17                                                                                 | 10                                                                                 | 37                                                                                 | 13                                                                                 | 6                                                                                  | 38                                                                                 | 9                                                                                  | 2                                                                                  | 5                                                                                  | 2                                                                                  | 9*                                                                                 | 28                                                                                 | 4*                                                                                 | 7                                                                                  | 21                                                                                 | 7                                                                                  | 2330                                                                               |                                                                                    |
| 6                                                                                  | Denny Hamlin                                                                       | 1*                                                                                 | 16                                                                                 | 19                                                                                 | 3                                                                                  | 3                                                                                  | 39                                                                                 | 12                                                                                 | 20                                                                                 | 6                                                                                  | 31                                                                                 | 37                                                                                 | 7                                                                                  | 4                                                                                  | 14                                                                                 | 33                                                                                 | 2*                                                                                 | 17                                                                                 | 15                                                                                 | 9                                                                                  | 4                                                                                  | 7                                                                                  | 1                                                                                  | 3                                                                                  | 9                                                                                  | 4                                                                                  | 1                                                                                  | 6                                                                                  | 15                                                                                 | 9                                                                                  | 30                                                                                 | 15                                                                                 | 3                                                                                  | 3                                                                                  | 9                                                                                  | 7                                                                                  | 9                                                                                  | 2320                                                                               |                                                                                    |
| 7                                                                                  | Kurt Busch                                                                         | 10                                                                                 | 4                                                                                  | 9                                                                                  | 6                                                                                  | 30                                                                                 | 13                                                                                 | 9                                                                                  | 3                                                                                  | 10                                                                                 | 8                                                                                  | 3                                                                                  | 5                                                                                  | 6                                                                                  | 1                                                                                  | 10                                                                                 | 10                                                                                 | 23                                                                                 | 4                                                                                  | 22                                                                                 | 16                                                                                 | 10                                                                                 | 11                                                                                 | 38                                                                                 | 12                                                                                 | 34                                                                                 | 8                                                                                  | 13                                                                                 | 5                                                                                  | 15                                                                                 | 8                                                                                  | 13                                                                                 | 4                                                                                  | 22                                                                                 | 20                                                                                 | 5                                                                                  | 13                                                                                 | 2296                                                                               |                                                                                    |
| 8                                                                                  | Kevin Harvick                                                                      | 4                                                                                  | 6*                                                                                 | 7                                                                                  | 1*                                                                                 | 2*                                                                                 | 17                                                                                 | 10                                                                                 | 7                                                                                  | 5                                                                                  | 15                                                                                 | 2                                                                                  | 15*                                                                                | 2                                                                                  | 9                                                                                  | 5                                                                                  | 6                                                                                  | 39                                                                                 | 9*                                                                                 | 4                                                                                  | 6                                                                                  | 4                                                                                  | 32                                                                                 | 1                                                                                  | 5                                                                                  | 2*                                                                                 | 5                                                                                  | 20                                                                                 | 1                                                                                  | 37                                                                                 | 38                                                                                 | 1                                                                                  | 7                                                                                  | 20                                                                                 | 6                                                                                  | 4                                                                                  | 3                                                                                  | 2289                                                                               |                                                                                    |
| 9                                                                                  | Kyle Larson                                                                        | 7                                                                                  | 26                                                                                 | 34                                                                                 | 12                                                                                 | 39                                                                                 | 3                                                                                  | 14                                                                                 | 35                                                                                 | 15                                                                                 | 29                                                                                 | 35                                                                                 | 2                                                                                  | 13                                                                                 | 11                                                                                 | 3                                                                                  | 12                                                                                 | 6                                                                                  | 19                                                                                 | 17                                                                                 | 5                                                                                  | 6                                                                                  | 29                                                                                 | 24                                                                                 | 1*                                                                                 | 3                                                                                  | 2                                                                                  | 18                                                                                 | 10                                                                                 | 25                                                                                 | 5                                                                                  | 30                                                                                 | 6                                                                                  | 14                                                                                 | 15                                                                                 | 3                                                                                  | 2*                                                                                 | 2288                                                                               |                                                                                    |
| 10                                                                                 | Chase Elliott R                                                                    | 37                                                                                 | 8                                                                                  | 38                                                                                 | 8                                                                                  | 6                                                                                  | 20                                                                                 | 5                                                                                  | 4                                                                                  | 12                                                                                 | 5                                                                                  | 9                                                                                  | 3                                                                                  | 8                                                                                  | 4*                                                                                 | 2                                                                                  | 21                                                                                 | 32                                                                                 | 31                                                                                 | 34                                                                                 | 15                                                                                 | 33                                                                                 | 13                                                                                 | 15                                                                                 | 2                                                                                  | 10                                                                                 | 19                                                                                 | 3                                                                                  | 13                                                                                 | 3                                                                                  | 33                                                                                 | 31                                                                                 | 12                                                                                 | 12                                                                                 | 4                                                                                  | 9                                                                                  | 11                                                                                 | 2285                                                                               |                                                                                    |
| 11                                                                                 | Martin Truex Jr.                                                                   | 2                                                                                  | 7                                                                                  | 11                                                                                 | 14                                                                                 | 32                                                                                 | 18                                                                                 | 6*                                                                                 | 14                                                                                 | 9                                                                                  | 13                                                                                 | 14*                                                                                | 9                                                                                  | 1*                                                                                 | 19                                                                                 | 12                                                                                 | 5                                                                                  | 29                                                                                 | 10                                                                                 | 16                                                                                 | 8                                                                                  | 38                                                                                 | 7                                                                                  | 23                                                                                 | 20                                                                                 | 1                                                                                  | 3*                                                                                 | 1                                                                                  | 7*                                                                                 | 1*                                                                                 | 13                                                                                 | 11                                                                                 | 40                                                                                 | 7                                                                                  | 3                                                                                  | 40                                                                                 | 36                                                                                 | 2271                                                                               |                                                                                    |
| 12                                                                                 | Brad Keselowski                                                                    | 20                                                                                 | 9                                                                                  | 1                                                                                  | 29                                                                                 | 9                                                                                  | 5                                                                                  | 18                                                                                 | 18                                                                                 | 11                                                                                 | 1*                                                                                 | 10                                                                                 | 6                                                                                  | 5                                                                                  | 3                                                                                  | 4                                                                                  | 15                                                                                 | 1*                                                                                 | 1                                                                                  | 15                                                                                 | 17                                                                                 | 2                                                                                  | 3*                                                                                 | 33                                                                                 | 3                                                                                  | 9                                                                                  | 4                                                                                  | 5                                                                                  | 4                                                                                  | 4                                                                                  | 7                                                                                  | 38                                                                                 | 38*                                                                                | 2                                                                                  | 14                                                                                 | 14                                                                                 | 35                                                                                 | 2267                                                                               |                                                                                    |
| 13                                                                                 | Jamie McMurray                                                                     | 17                                                                                 | 21                                                                                 | 16                                                                                 | 16                                                                                 | 10                                                                                 | 23                                                                                 | 13                                                                                 | 13                                                                                 | 16                                                                                 | 4                                                                                  | 26                                                                                 | 21                                                                                 | 19                                                                                 | 17                                                                                 | 9                                                                                  | 17                                                                                 | 34                                                                                 | 7                                                                                  | 6                                                                                  | 19                                                                                 | 20                                                                                 | 8                                                                                  | 8                                                                                  | 8                                                                                  | 15                                                                                 | 7                                                                                  | 11                                                                                 | 19                                                                                 | 40                                                                                 | 10                                                                                 | 37                                                                                 | 19                                                                                 | 8                                                                                  | 19                                                                                 | 11                                                                                 | 5                                                                                  | 2231                                                                               |                                                                                    |
| 14                                                                                 | Austin Dillon                                                                      | 9                                                                                  | 11                                                                                 | 5                                                                                  | 9                                                                                  | 24                                                                                 | 4                                                                                  | 19                                                                                 | 26                                                                                 | 20                                                                                 | 3                                                                                  | 6                                                                                  | 33                                                                                 | 12                                                                                 | 37                                                                                 | 8                                                                                  | 22                                                                                 | 7                                                                                  | 16                                                                                 | 13                                                                                 | 9                                                                                  | 13                                                                                 | 31                                                                                 | 4                                                                                  | 16                                                                                 | 12                                                                                 | 13                                                                                 | 14                                                                                 | 16                                                                                 | 8                                                                                  | 32                                                                                 | 6                                                                                  | 9                                                                                  | 17                                                                                 | 37                                                                                 | 39                                                                                 | 12                                                                                 | 2223                                                                               |                                                                                    |
| 15                                                                                 | Tony Stewart                                                                       |                                                                                    |                                                                                    |                                                                                    |                                                                                    |                                                                                    |                                                                                    |                                                                                    |                                                                                    | 19                                                                                 | 6                                                                                  | 12                                                                                 | 34                                                                                 | 24                                                                                 | 34                                                                                 | 7                                                                                  | 1                                                                                  | 26                                                                                 | 5                                                                                  | 2                                                                                  | 11                                                                                 | 5                                                                                  | 5                                                                                  | 30                                                                                 | 21                                                                                 | 35                                                                                 | 33                                                                                 | 16                                                                                 | 23                                                                                 | 13                                                                                 | 9                                                                                  | 16                                                                                 | 32                                                                                 | 26                                                                                 | 31                                                                                 | 15                                                                                 | 22                                                                                 | 2211                                                                               |                                                                                    |
| 16                                                                                 | Chris Buescher R                                                                   | 39                                                                                 | 28                                                                                 | 26                                                                                 | 30                                                                                 | 33                                                                                 | 33                                                                                 | 28                                                                                 | 21                                                                                 | 34                                                                                 | 37                                                                                 | 24                                                                                 | 18                                                                                 | 37                                                                                 | 25                                                                                 | 20                                                                                 | 30                                                                                 | 40                                                                                 | 37                                                                                 | 29                                                                                 | 14                                                                                 | 1                                                                                  | 30                                                                                 | 5                                                                                  | 35                                                                                 | 17                                                                                 | 24                                                                                 | 28                                                                                 | 30                                                                                 | 23                                                                                 | 16                                                                                 | 21                                                                                 | 22                                                                                 | 27                                                                                 | 21                                                                                 | 32                                                                                 | 24                                                                                 | 2169                                                                               |                                                                                    |
| 17                                                                                 | Kasey Kahne                                                                        | 13                                                                                 | 23                                                                                 | 10                                                                                 | 22                                                                                 | 28                                                                                 | 22                                                                                 | 8                                                                                  | 17                                                                                 | 4                                                                                  | 39                                                                                 | 16                                                                                 | 4                                                                                  | 22                                                                                 | 6                                                                                  | 13                                                                                 | 9                                                                                  | 30                                                                                 | 14                                                                                 | 25                                                                                 | 18                                                                                 | 15                                                                                 | 20                                                                                 | 13                                                                                 | 14                                                                                 | 7                                                                                  | 6                                                                                  | 7                                                                                  | 9                                                                                  | 12                                                                                 | 3                                                                                  | 10                                                                                 | 35                                                                                 | 11                                                                                 | 8                                                                                  | 13                                                                                 | 37                                                                                 | 898                                                                                |                                                                                    |
| 18                                                                                 | Ryan Newman                                                                        | 11                                                                                 | 24                                                                                 | 13                                                                                 | 39                                                                                 | 14                                                                                 | 10                                                                                 | 17                                                                                 | 9                                                                                  | 18                                                                                 | 28                                                                                 | 7                                                                                  | 16                                                                                 | 10                                                                                 | 12                                                                                 | 11                                                                                 | 8                                                                                  | 18                                                                                 | 3                                                                                  | 7                                                                                  | 31                                                                                 | 12                                                                                 | 16                                                                                 | 28                                                                                 | 17                                                                                 | 8                                                                                  | 28                                                                                 | 19                                                                                 | 20                                                                                 | 17                                                                                 | 4                                                                                  | 12                                                                                 | 14                                                                                 | 16                                                                                 | 10                                                                                 | 12                                                                                 | 25                                                                                 | 895                                                                                |                                                                                    |
| 19                                                                                 | A. J. Allmendinger                                                                 | 21                                                                                 | 27                                                                                 | 14                                                                                 | 17                                                                                 | 8                                                                                  | 2                                                                                  | 22                                                                                 | 19                                                                                 | 25                                                                                 | 14                                                                                 | 8                                                                                  | 23                                                                                 | 16                                                                                 | 16                                                                                 | 38                                                                                 | 14                                                                                 | 13                                                                                 | 36                                                                                 | 21                                                                                 | 38                                                                                 | 14                                                                                 | 4                                                                                  | 9                                                                                  | 15                                                                                 | 23                                                                                 | 20                                                                                 | 17                                                                                 | 21                                                                                 | 19                                                                                 | 37                                                                                 | 8                                                                                  | 10                                                                                 | 10                                                                                 | 17                                                                                 | 17                                                                                 | 8                                                                                  | 830                                                                                |                                                                                    |
| 20                                                                                 | Ryan Blaney R                                                                      | 19                                                                                 | 25                                                                                 | 6                                                                                  | 10                                                                                 | 35                                                                                 | 19                                                                                 | 29                                                                                 | 11                                                                                 | 28                                                                                 | 9                                                                                  | 5                                                                                  | 8                                                                                  | 20                                                                                 | 10                                                                                 | 17                                                                                 | 23                                                                                 | 14                                                                                 | 35                                                                                 | 11                                                                                 | 36                                                                                 | 11                                                                                 | 19                                                                                 | 35                                                                                 | 4                                                                                  | 13                                                                                 | 39                                                                                 | 4                                                                                  | 12                                                                                 | 38                                                                                 | 31                                                                                 | 14                                                                                 | 11                                                                                 | 19                                                                                 | 12                                                                                 | 8                                                                                  | 26                                                                                 | 812                                                                                |                                                                                    |
| 21                                                                                 | Ricky Stenhouse Jr.                                                                | 22                                                                                 | 10                                                                                 | 12                                                                                 | 37                                                                                 | 5                                                                                  | 32                                                                                 | 16                                                                                 | 16                                                                                 | 26                                                                                 | 16                                                                                 | 13                                                                                 | 14                                                                                 | 15                                                                                 | 15                                                                                 | 29                                                                                 | 26                                                                                 | 5                                                                                  | 40                                                                                 | 10                                                                                 | 12                                                                                 | 18                                                                                 | 38                                                                                 | 2                                                                                  | 27                                                                                 | 18                                                                                 | 18                                                                                 | 25                                                                                 | 24                                                                                 | 11                                                                                 | 20                                                                                 | 19                                                                                 | 5                                                                                  | 40                                                                                 | 16                                                                                 | 23                                                                                 | 30                                                                                 | 772                                                                                |                                                                                    |
| 22                                                                                 | Trevor Bayne                                                                       | 28                                                                                 | 22                                                                                 | 17                                                                                 | 23                                                                                 | 20                                                                                 | 27                                                                                 | 15                                                                                 | 5                                                                                  | 17                                                                                 | 10                                                                                 | 25                                                                                 | 10                                                                                 | 25                                                                                 | 13                                                                                 | 15                                                                                 | 25                                                                                 | 3                                                                                  | 11                                                                                 | 23                                                                                 | 30                                                                                 | 19                                                                                 | 9                                                                                  | 12                                                                                 | 24                                                                                 | 40                                                                                 | 14                                                                                 | 23                                                                                 | 38                                                                                 | 20                                                                                 | 18                                                                                 | 17                                                                                 | 17                                                                                 | 23                                                                                 | 30                                                                                 | 28                                                                                 | 20                                                                                 | 762                                                                                |                                                                                    |
| 23                                                                                 | Greg Biffle                                                                        | 34                                                                                 | 13                                                                                 | 20                                                                                 | 21                                                                                 | 37                                                                                 | 12                                                                                 | 39                                                                                 | 12                                                                                 | 14                                                                                 | 20                                                                                 | 27                                                                                 | 29                                                                                 | 11                                                                                 | 26                                                                                 | 19                                                                                 | 18                                                                                 | 8                                                                                  | 6                                                                                  | 5                                                                                  | 39                                                                                 | 25                                                                                 | 39                                                                                 | 16                                                                                 | 11                                                                                 | 36                                                                                 | 23                                                                                 | 26                                                                                 | 33                                                                                 | 18                                                                                 | 35                                                                                 | 25                                                                                 | 15                                                                                 | 13                                                                                 | 18                                                                                 | 16                                                                                 | 17                                                                                 | 691                                                                                |                                                                                    |
| 24                                                                                 | Danica Patrick                                                                     | 35                                                                                 | 20                                                                                 | 21                                                                                 | 19                                                                                 | 38                                                                                 | 16                                                                                 | 21                                                                                 | 27                                                                                 | 24                                                                                 | 24                                                                                 | 20                                                                                 | 13                                                                                 | 21                                                                                 | 32                                                                                 | 21                                                                                 | 19                                                                                 | 27                                                                                 | 17                                                                                 | 14                                                                                 | 22                                                                                 | 22                                                                                 | 21                                                                                 | 22                                                                                 | 23                                                                                 | 24                                                                                 | 15                                                                                 | 24                                                                                 | 18                                                                                 | 28                                                                                 | 11                                                                                 | 18                                                                                 | 20                                                                                 | 24                                                                                 | 24                                                                                 | 29                                                                                 | 19                                                                                 | 689                                                                                |                                                                                    |
| 25                                                                                 | Paul Menard                                                                        | 18                                                                                 | 18                                                                                 | 15                                                                                 | 38                                                                                 | 15                                                                                 | 8                                                                                  | 26                                                                                 | 15                                                                                 | 22                                                                                 | 26                                                                                 | 40                                                                                 | 11                                                                                 | 17                                                                                 | 33                                                                                 | 18                                                                                 | 16                                                                                 | 36                                                                                 | 18                                                                                 | 18                                                                                 | 10                                                                                 | 35                                                                                 | 22                                                                                 | 32                                                                                 | 18                                                                                 | 16                                                                                 | 40                                                                                 | 21                                                                                 | 25                                                                                 | 22                                                                                 | 34                                                                                 | 20                                                                                 | 13                                                                                 | 25                                                                                 | 28                                                                                 | 10                                                                                 | 14                                                                                 | 678                                                                                |                                                                                    |
| 26                                                                                 | Aric Almirola                                                                      | 12                                                                                 | 15                                                                                 | 24                                                                                 | 13                                                                                 | 21                                                                                 | 40                                                                                 | 24                                                                                 | 34                                                                                 | 21                                                                                 | 27                                                                                 | 18                                                                                 | 31                                                                                 | 26                                                                                 | 20                                                                                 | 26                                                                                 | 27                                                                                 | 15                                                                                 | 20                                                                                 | 19                                                                                 | 25                                                                                 | 39                                                                                 | 27                                                                                 | 14                                                                                 | 25                                                                                 | 32                                                                                 | 17                                                                                 | 32                                                                                 | 17                                                                                 | 16                                                                                 | 15                                                                                 | 40                                                                                 | 8                                                                                  | 15                                                                                 | 22                                                                                 | 22                                                                                 | 40                                                                                 | 638                                                                                |                                                                                    |
| 27                                                                                 | Clint Bowyer                                                                       | 33                                                                                 | 35                                                                                 | 22                                                                                 | 31                                                                                 | 18                                                                                 | 25                                                                                 | 38                                                                                 | 8                                                                                  | 33                                                                                 | 7                                                                                  | 19                                                                                 | 12                                                                                 | 23                                                                                 | 18                                                                                 | 23                                                                                 | 40                                                                                 | 9                                                                                  | 23                                                                                 | 24                                                                                 | 21                                                                                 | 26                                                                                 | 18                                                                                 | 31                                                                                 | 40                                                                                 | 22                                                                                 | 22                                                                                 | 22                                                                                 | 22                                                                                 | 24                                                                                 | 17                                                                                 | 26                                                                                 | 18                                                                                 | 28                                                                                 | 25                                                                                 | 24                                                                                 | 23                                                                                 | 628                                                                                |                                                                                    |
| 28                                                                                 | Casey Mears                                                                        | 32                                                                                 | 14                                                                                 | 23                                                                                 | 35                                                                                 | 17                                                                                 | 31                                                                                 | 23                                                                                 | 24                                                                                 | 29                                                                                 | 33                                                                                 | 21                                                                                 | 26                                                                                 | 30                                                                                 | 24                                                                                 | 32                                                                                 | 24                                                                                 | 12                                                                                 | 30                                                                                 | 27                                                                                 | 24                                                                                 | 21                                                                                 | 12                                                                                 | 25                                                                                 | 22                                                                                 | 25                                                                                 | 21                                                                                 | 34                                                                                 | 27                                                                                 | 26                                                                                 | 40                                                                                 | 23                                                                                 | 39                                                                                 | 21                                                                                 | 39                                                                                 | 18                                                                                 | 18                                                                                 | 556                                                                                |                                                                                    |
| 29                                                                                 | Landon Cassill                                                                     | 23                                                                                 | 36                                                                                 | 28                                                                                 | 25                                                                                 | 16                                                                                 | 28                                                                                 | 25                                                                                 | 22                                                                                 | 27                                                                                 | 11                                                                                 | 31                                                                                 | 19                                                                                 | 27                                                                                 | 36                                                                                 | 25                                                                                 | 29                                                                                 | 31                                                                                 | 29                                                                                 | 28                                                                                 | 20                                                                                 | 30                                                                                 | 23                                                                                 | 20                                                                                 | 39                                                                                 | 30                                                                                 | 36                                                                                 | 29                                                                                 | 29                                                                                 | 29                                                                                 | 19                                                                                 | 27                                                                                 | 21                                                                                 | 29                                                                                 | 29                                                                                 | 20                                                                                 | 21                                                                                 | 530                                                                                |                                                                                    |
| 30                                                                                 | Michael McDowell                                                                   | 15                                                                                 | 33                                                                                 | 29                                                                                 | 26                                                                                 | 31                                                                                 | 24                                                                                 |                                                                                    | 29                                                                                 | 31                                                                                 | 21                                                                                 | 28                                                                                 | 20                                                                                 | 34                                                                                 |                                                                                    |                                                                                    | 39                                                                                 | 10                                                                                 |                                                                                    | 39                                                                                 | 23                                                                                 | 23                                                                                 | 17                                                                                 | 19                                                                                 | 31                                                                                 | 27                                                                                 | 12                                                                                 | 37                                                                                 | 26                                                                                 |                                                                                    | 14                                                                                 | 22                                                                                 | 16                                                                                 | 18                                                                                 | 23                                                                                 | 34                                                                                 | 10                                                                                 | 500                                                                                |                                                                                    |
| 31                                                                                 | Brian Scott R                                                                      | 24                                                                                 | 31                                                                                 | 27                                                                                 | 27                                                                                 | 12                                                                                 | 26                                                                                 | 27                                                                                 | 30                                                                                 | 35                                                                                 | 30                                                                                 | 22                                                                                 | 24                                                                                 | 29                                                                                 | 39                                                                                 | 36                                                                                 | 33                                                                                 | 37                                                                                 | 33                                                                                 | 38                                                                                 | 27                                                                                 | 24                                                                                 | 25                                                                                 | 18                                                                                 | 28                                                                                 | 39                                                                                 | 35                                                                                 | 31                                                                                 | 31                                                                                 | 21                                                                                 | 22                                                                                 | 28                                                                                 | 2                                                                                  | 34                                                                                 | 27                                                                                 | 30                                                                                 | 15                                                                                 | 481                                                                                |                                                                                    |
| 32                                                                                 | Dale Earnhardt Jr.                                                                 | 36                                                                                 | 2                                                                                  | 8                                                                                  | 5                                                                                  | 11                                                                                 | 14                                                                                 | 2                                                                                  | 2                                                                                  | 13                                                                                 | 40                                                                                 | 15                                                                                 | 32                                                                                 | 14                                                                                 | 2                                                                                  | 39                                                                                 | 11                                                                                 | 21                                                                                 | 13                                                                                 |                                                                                    |                                                                                    |                                                                                    |                                                                                    |                                                                                    |                                                                                    |                                                                                    |                                                                                    |                                                                                    |                                                                                    |                                                                                    |                                                                                    |                                                                                    |                                                                                    |                                                                                    |                                                                                    |                                                                                    |                                                                                    | 461                                                                                |                                                                                    |
| 33                                                                                 | David Ragan                                                                        | 29                                                                                 | 32                                                                                 | 32                                                                                 | 24                                                                                 | 22                                                                                 | 21                                                                                 | 33                                                                                 | 39                                                                                 | 23                                                                                 | 34                                                                                 | 29                                                                                 | 17                                                                                 | 31                                                                                 | 23                                                                                 | 22                                                                                 | 32                                                                                 | 16                                                                                 | 22                                                                                 | 30                                                                                 | 37                                                                                 | 32                                                                                 | 33                                                                                 | 21                                                                                 | 29                                                                                 | 21                                                                                 | 34                                                                                 | 35                                                                                 | 32                                                                                 | 30                                                                                 | 23                                                                                 | 36                                                                                 | 24                                                                                 | 37                                                                                 | 33                                                                                 | 31                                                                                 | 29                                                                                 | 455                                                                                |                                                                                    |
| 34                                                                                 | Regan Smith                                                                        | 8                                                                                  | 34                                                                                 | 25                                                                                 | 28                                                                                 | 23                                                                                 | 34                                                                                 | 31                                                                                 | 37                                                                                 | 32                                                                                 | 32                                                                                 | 23                                                                                 | 39                                                                                 | 28                                                                                 | 22                                                                                 | 35                                                                                 | 28                                                                                 | 38                                                                                 | 34                                                                                 | 32                                                                                 | 26                                                                                 | 3                                                                                  | 35                                                                                 | 26                                                                                 | 26                                                                                 | 20                                                                                 | 29                                                                                 | QL                                                                                 | 34                                                                                 | 31                                                                                 | 21                                                                                 | 29                                                                                 | 25                                                                                 | 30                                                                                 | 26                                                                                 | 27                                                                                 | 38                                                                                 | 452                                                                                |                                                                                    |
| 35                                                                                 | Matt DiBenedetto                                                                   | 40                                                                                 | 29                                                                                 | 31                                                                                 | 20                                                                                 | 27                                                                                 | 29                                                                                 | 34                                                                                 | 6                                                                                  | 30                                                                                 | 36                                                                                 | 30                                                                                 | 40                                                                                 | 32                                                                                 | 40                                                                                 | 34                                                                                 | 31                                                                                 | 33                                                                                 | 38                                                                                 | 31                                                                                 | 40                                                                                 | 28                                                                                 | 34                                                                                 | 17                                                                                 | 32                                                                                 | 26                                                                                 | 37                                                                                 | 30                                                                                 | 28                                                                                 | 27                                                                                 | 25                                                                                 | 24                                                                                 | 27                                                                                 | 32                                                                                 | INQ                                                                                | 25                                                                                 | 27                                                                                 | 386                                                                                |                                                                                    |
| 36                                                                                 | Michael Annett                                                                     | 27                                                                                 | 30                                                                                 | 30                                                                                 | 33                                                                                 | 29                                                                                 | 35                                                                                 | 32                                                                                 | 31                                                                                 | 36                                                                                 | 38                                                                                 | 32                                                                                 | 37                                                                                 | 36                                                                                 | 38                                                                                 | 28                                                                                 | 36                                                                                 | 20                                                                                 | 26                                                                                 | 33                                                                                 | 28                                                                                 | 29                                                                                 | 37                                                                                 | QL                                                                                 | 33                                                                                 | 28                                                                                 | 31                                                                                 | 33                                                                                 | 40                                                                                 | 33                                                                                 | 24                                                                                 | 32                                                                                 | 33                                                                                 | 35                                                                                 | 32                                                                                 | 26                                                                                 | 28                                                                                 | 328                                                                                |                                                                                    |
| 37                                                                                 | Cole Whitt                                                                         | DNQ                                                                                | 37                                                                                 | 39                                                                                 | 36                                                                                 | 26                                                                                 | 30                                                                                 | 30                                                                                 | 28                                                                                 | DNQ                                                                                | 18                                                                                 | 39                                                                                 | 27                                                                                 | 35                                                                                 | 30                                                                                 | 27                                                                                 | 34                                                                                 | 11                                                                                 | 21                                                                                 |                                                                                    | 29                                                                                 | 31                                                                                 | 28                                                                                 | 34                                                                                 | 34                                                                                 | 37                                                                                 | DNQ                                                                                | 36                                                                                 | 35                                                                                 |                                                                                    | 27                                                                                 | 33                                                                                 |                                                                                    |                                                                                    |                                                                                    |                                                                                    |                                                                                    | 276                                                                                |                                                                                    |
| 38                                                                                 | Jeff Gordon                                                                        |                                                                                    |                                                                                    |                                                                                    |                                                                                    |                                                                                    |                                                                                    |                                                                                    |                                                                                    |                                                                                    |                                                                                    |                                                                                    |                                                                                    |                                                                                    |                                                                                    |                                                                                    |                                                                                    |                                                                                    |                                                                                    |                                                                                    | 13                                                                                 | 27                                                                                 | 14                                                                                 | 11                                                                                 |                                                                                    | 14                                                                                 | 16                                                                                 |                                                                                    |                                                                                    | 10                                                                                 |                                                                                    |                                                                                    |                                                                                    | 6                                                                                  |                                                                                    |                                                                                    |                                                                                    | 218                                                                                |                                                                                    |
| 39                                                                                 | Reed Sorenson                                                                      | DNQ                                                                                |                                                                                    |                                                                                    |                                                                                    |                                                                                    | 37                                                                                 | 36                                                                                 | 40                                                                                 | 40                                                                                 |                                                                                    | 33                                                                                 | 38                                                                                 | 40                                                                                 | 28                                                                                 | 31                                                                                 |                                                                                    | 22                                                                                 | 27                                                                                 | 35                                                                                 | 33                                                                                 | 40                                                                                 |                                                                                    | 27                                                                                 | 36                                                                                 | 31                                                                                 | 26                                                                                 | 39                                                                                 | 36                                                                                 | 35                                                                                 | 28                                                                                 | 34                                                                                 | 37                                                                                 | 38                                                                                 | 35                                                                                 | 36                                                                                 | 32                                                                                 | 198                                                                                |                                                                                    |
| 40                                                                                 | Josh Wise                                                                          | DNQ                                                                                | 39                                                                                 | 35                                                                                 | 34                                                                                 | 36                                                                                 | 38                                                                                 | 40                                                                                 | 33                                                                                 | 39                                                                                 | DNQ                                                                                | 36                                                                                 | 36                                                                                 | 38                                                                                 | 27                                                                                 | 30                                                                                 | 38                                                                                 | DNQ                                                                                | 24                                                                                 | 40                                                                                 | DNQ                                                                                | 34                                                                                 | 26                                                                                 | 36                                                                                 | 38                                                                                 | 29                                                                                 | 30                                                                                 | 38                                                                                 | 39                                                                                 | 39                                                                                 | 29                                                                                 | 39                                                                                 |                                                                                    |                                                                                    | 40                                                                                 |                                                                                    |                                                                                    | 168                                                                                |                                                                                    |
| 41                                                                                 | Jeffrey Earnhardt R                                                                |                                                                                    | 38                                                                                 | 33                                                                                 |                                                                                    | 34                                                                                 |                                                                                    | 35                                                                                 | 32                                                                                 | 38                                                                                 |                                                                                    |                                                                                    | 35                                                                                 | 39                                                                                 |                                                                                    | 37                                                                                 |                                                                                    |                                                                                    | 28                                                                                 |                                                                                    |                                                                                    |                                                                                    |                                                                                    | 29                                                                                 | 37                                                                                 | 38                                                                                 | 27                                                                                 |                                                                                    | 37                                                                                 | 36                                                                                 | 26                                                                                 |                                                                                    | 34                                                                                 | 33                                                                                 | 34                                                                                 | 33                                                                                 | 31                                                                                 | 159                                                                                |                                                                                    |
| 42                                                                                 | Brian Vickers                                                                      | 26                                                                                 |                                                                                    | 36                                                                                 |                                                                                    | 13                                                                                 | 7                                                                                  | 37                                                                                 |                                                                                    |                                                                                    |                                                                                    |                                                                                    |                                                                                    |                                                                                    |                                                                                    |                                                                                    |                                                                                    |                                                                                    |                                                                                    |                                                                                    |                                                                                    |                                                                                    |                                                                                    |                                                                                    |                                                                                    |                                                                                    |                                                                                    |                                                                                    |                                                                                    |                                                                                    |                                                                                    |                                                                                    |                                                                                    |                                                                                    |                                                                                    |                                                                                    |                                                                                    | 86                                                                                 |                                                                                    |
| 43                                                                                 | Bobby Labonte                                                                      | 31                                                                                 |                                                                                    |                                                                                    |                                                                                    |                                                                                    |                                                                                    |                                                                                    |                                                                                    |                                                                                    | 19                                                                                 |                                                                                    |                                                                                    |                                                                                    |                                                                                    |                                                                                    |                                                                                    | 24                                                                                 |                                                                                    |                                                                                    |                                                                                    |                                                                                    |                                                                                    |                                                                                    |                                                                                    |                                                                                    |                                                                                    |                                                                                    |                                                                                    |                                                                                    |                                                                                    |                                                                                    | 31                                                                                 |                                                                                    |                                                                                    |                                                                                    |                                                                                    | 61                                                                                 |                                                                                    |
| 44                                                                                 | David Gilliland                                                                    | DNQ                                                                                |                                                                                    |                                                                                    |                                                                                    |                                                                                    |                                                                                    |                                                                                    |                                                                                    |                                                                                    | 17                                                                                 |                                                                                    |                                                                                    |                                                                                    |                                                                                    |                                                                                    |                                                                                    | 19                                                                                 |                                                                                    |                                                                                    |                                                                                    |                                                                                    |                                                                                    |                                                                                    |                                                                                    |                                                                                    |                                                                                    |                                                                                    |                                                                                    |                                                                                    |                                                                                    |                                                                                    | DNQ                                                                                |                                                                                    |                                                                                    |                                                                                    |                                                                                    | 46                                                                                 |                                                                                    |
| 45                                                                                 | Michael Waltrip                                                                    | 30                                                                                 |                                                                                    |                                                                                    |                                                                                    |                                                                                    |                                                                                    |                                                                                    |                                                                                    |                                                                                    | 12                                                                                 |                                                                                    |                                                                                    |                                                                                    |                                                                                    |                                                                                    |                                                                                    |                                                                                    |                                                                                    |                                                                                    |                                                                                    |                                                                                    |                                                                                    |                                                                                    |                                                                                    |                                                                                    |                                                                                    |                                                                                    |                                                                                    |                                                                                    |                                                                                    |                                                                                    |                                                                                    |                                                                                    |                                                                                    |                                                                                    |                                                                                    | 42                                                                                 |                                                                                    |
| 46                                                                                 | Boris Said                                                                         |                                                                                    |                                                                                    |                                                                                    |                                                                                    |                                                                                    |                                                                                    |                                                                                    |                                                                                    |                                                                                    |                                                                                    |                                                                                    |                                                                                    |                                                                                    |                                                                                    |                                                                                    |                                                                                    |                                                                                    |                                                                                    |                                                                                    |                                                                                    |                                                                                    | 24                                                                                 |                                                                                    |                                                                                    |                                                                                    |                                                                                    |                                                                                    |                                                                                    |                                                                                    |                                                                                    |                                                                                    |                                                                                    |                                                                                    |                                                                                    |                                                                                    |                                                                                    | 17                                                                                 |                                                                                    |
| 47                                                                                 | Patrick Carpentier                                                                 |                                                                                    |                                                                                    |                                                                                    |                                                                                    |                                                                                    |                                                                                    |                                                                                    |                                                                                    |                                                                                    |                                                                                    |                                                                                    |                                                                                    |                                                                                    |                                                                                    |                                                                                    | 37                                                                                 |                                                                                    |                                                                                    |                                                                                    | 34                                                                                 |                                                                                    |                                                                                    |                                                                                    |                                                                                    |                                                                                    |                                                                                    |                                                                                    |                                                                                    |                                                                                    |                                                                                    |                                                                                    |                                                                                    |                                                                                    |                                                                                    |                                                                                    |                                                                                    | 11                                                                                 |                                                                                    |
| 48                                                                                 | Gray Gaulding                                                                      |                                                                                    |                                                                                    |                                                                                    |                                                                                    |                                                                                    |                                                                                    |                                                                                    |                                                                                    |                                                                                    |                                                                                    |                                                                                    |                                                                                    |                                                                                    |                                                                                    |                                                                                    |                                                                                    |                                                                                    |                                                                                    |                                                                                    |                                                                                    |                                                                                    |                                                                                    |                                                                                    |                                                                                    |                                                                                    |                                                                                    |                                                                                    |                                                                                    |                                                                                    |                                                                                    |                                                                                    |                                                                                    | 39                                                                                 |                                                                                    | 37                                                                                 | DNQ                                                                                | 6                                                                                  |                                                                                    |
| 49                                                                                 | Eddie MacDonald                                                                    |                                                                                    |                                                                                    |                                                                                    |                                                                                    |                                                                                    |                                                                                    |                                                                                    |                                                                                    |                                                                                    |                                                                                    |                                                                                    |                                                                                    |                                                                                    |                                                                                    |                                                                                    |                                                                                    |                                                                                    |                                                                                    | 36                                                                                 |                                                                                    |                                                                                    |                                                                                    |                                                                                    |                                                                                    |                                                                                    |                                                                                    |                                                                                    |                                                                                    |                                                                                    |                                                                                    |                                                                                    |                                                                                    |                                                                                    |                                                                                    |                                                                                    |                                                                                    | 5                                                                                  |                                                                                    |
| 50                                                                                 | Alex Kennedy                                                                       |                                                                                    |                                                                                    |                                                                                    |                                                                                    |                                                                                    |                                                                                    |                                                                                    |                                                                                    |                                                                                    |                                                                                    |                                                                                    |                                                                                    |                                                                                    |                                                                                    |                                                                                    |                                                                                    |                                                                                    |                                                                                    |                                                                                    |                                                                                    |                                                                                    | 36                                                                                 |                                                                                    |                                                                                    |                                                                                    |                                                                                    |                                                                                    |                                                                                    |                                                                                    |                                                                                    |                                                                                    |                                                                                    |                                                                                    |                                                                                    |                                                                                    |                                                                                    | 5                                                                                  |                                                                                    |
| 51                                                                                 | Robert Richardson Jr.                                                              | 38                                                                                 |                                                                                    |                                                                                    |                                                                                    |                                                                                    |                                                                                    |                                                                                    |                                                                                    |                                                                                    |                                                                                    |                                                                                    |                                                                                    |                                                                                    |                                                                                    |                                                                                    |                                                                                    |                                                                                    |                                                                                    |                                                                                    |                                                                                    |                                                                                    |                                                                                    |                                                                                    |                                                                                    |                                                                                    |                                                                                    |                                                                                    |                                                                                    |                                                                                    |                                                                                    |                                                                                    |                                                                                    |                                                                                    |                                                                                    |                                                                                    |                                                                                    | 3                                                                                  |                                                                                    |
| Pilotes non-éligibles pour la course au titre                                      |                                                                                    |                                                                                    |                                                                                    |                                                                                    |                                                                                    |                                                                                    |                                                                                    |                                                                                    |                                                                                    |                                                                                    |                                                                                    |                                                                                    |                                                                                    |                                                                                    |                                                                                    |                                                                                    |                                                                                    |                                                                                    |                                                                                    |                                                                                    |                                                                                    |                                                                                    |                                                                                    |                                                                                    |                                                                                    |                                                                                    |                                                                                    |                                                                                    |                                                                                    |                                                                                    |                                                                                    |                                                                                    |                                                                                    |                                                                                    |                                                                                    |                                                                                    |                                                                                    |                                                                                    |                                                                                    |
| Pos.                                                                               | Pilote                                                                             | DAY                                                                                | ATL                                                                                | LVS                                                                                | PHO                                                                                | CAL                                                                                | MAR                                                                                | TEX                                                                                | BRI                                                                                | RCH                                                                                | TAL                                                                                | KAN                                                                                | DOV                                                                                | CLT                                                                                | POC                                                                                | MCH                                                                                | SON                                                                                | DAY                                                                                | KEN                                                                                | NHA                                                                                | IND                                                                                | POC                                                                                | GLN                                                                                | BRI                                                                                | MCH                                                                                | DAR                                                                                | RCH                                                                                |                                                                                    | CHI                                                                                | NHA                                                                                | DOV                                                                                | CLT                                                                                | KAN                                                                                | TAL                                                                                | MAR                                                                                | TEX                                                                                | PHO                                                                                | HOM                                                                                | Pts                                                                                |
| 1                                                                                  | Alex Bowman                                                                        |                                                                                    |                                                                                    |                                                                                    |                                                                                    |                                                                                    |                                                                                    |                                                                                    |                                                                                    |                                                                                    |                                                                                    |                                                                                    |                                                                                    |                                                                                    |                                                                                    |                                                                                    |                                                                                    |                                                                                    |                                                                                    | 26                                                                                 |                                                                                    |                                                                                    |                                                                                    |                                                                                    | 30                                                                                 |                                                                                    |                                                                                    | 10                                                                                 | 14                                                                                 |                                                                                    | 39                                                                                 | 7                                                                                  | 36                                                                                 |                                                                                    | 13                                                                                 | 6*                                                                                 | 16                                                                                 |                                                                                    |                                                                                    |
| 2                                                                                  | Ty Dillon                                                                          | 25                                                                                 | 17                                                                                 |                                                                                    | 15                                                                                 |                                                                                    |                                                                                    | 20                                                                                 | 25                                                                                 |                                                                                    | QL                                                                                 |                                                                                    |                                                                                    |                                                                                    | 21                                                                                 | 24                                                                                 |                                                                                    |                                                                                    | 25                                                                                 |                                                                                    |                                                                                    |                                                                                    |                                                                                    |                                                                                    |                                                                                    |                                                                                    |                                                                                    | 27                                                                                 |                                                                                    | 32                                                                                 |                                                                                    |                                                                                    |                                                                                    |                                                                                    |                                                                                    |                                                                                    | 33                                                                                 |                                                                                    |                                                                                    |
| 3                                                                                  | Dylan Lupton                                                                       |                                                                                    |                                                                                    |                                                                                    |                                                                                    |                                                                                    |                                                                                    |                                                                                    |                                                                                    |                                                                                    |                                                                                    |                                                                                    |                                                                                    |                                                                                    |                                                                                    |                                                                                    | 35                                                                                 |                                                                                    |                                                                                    |                                                                                    |                                                                                    |                                                                                    |                                                                                    |                                                                                    |                                                                                    |                                                                                    | 25                                                                                 |                                                                                    |                                                                                    |                                                                                    |                                                                                    |                                                                                    |                                                                                    | 31                                                                                 |                                                                                    |                                                                                    | 39                                                                                 |                                                                                    |                                                                                    |
| 4                                                                                  | Ryan Reed                                                                          |                                                                                    |                                                                                    |                                                                                    |                                                                                    |                                                                                    |                                                                                    |                                                                                    |                                                                                    |                                                                                    |                                                                                    |                                                                                    |                                                                                    |                                                                                    |                                                                                    |                                                                                    |                                                                                    |                                                                                    |                                                                                    |                                                                                    |                                                                                    |                                                                                    |                                                                                    |                                                                                    |                                                                                    |                                                                                    |                                                                                    |                                                                                    |                                                                                    |                                                                                    |                                                                                    |                                                                                    | 26                                                                                 |                                                                                    |                                                                                    |                                                                                    |                                                                                    |                                                                                    |                                                                                    |
| 5                                                                                  | Jeb Burton                                                                         |                                                                                    |                                                                                    |                                                                                    |                                                                                    |                                                                                    |                                                                                    |                                                                                    |                                                                                    |                                                                                    |                                                                                    |                                                                                    |                                                                                    |                                                                                    | 29                                                                                 |                                                                                    |                                                                                    |                                                                                    |                                                                                    |                                                                                    |                                                                                    | 36                                                                                 |                                                                                    |                                                                                    |                                                                                    |                                                                                    |                                                                                    |                                                                                    |                                                                                    |                                                                                    |                                                                                    |                                                                                    |                                                                                    |                                                                                    |                                                                                    |                                                                                    |                                                                                    |                                                                                    |                                                                                    |
| 6                                                                                  | Joey Gase                                                                          |                                                                                    |                                                                                    |                                                                                    | 32                                                                                 |                                                                                    | 36                                                                                 |                                                                                    |                                                                                    |                                                                                    |                                                                                    | 34                                                                                 |                                                                                    |                                                                                    |                                                                                    |                                                                                    |                                                                                    |                                                                                    |                                                                                    |                                                                                    |                                                                                    |                                                                                    |                                                                                    |                                                                                    |                                                                                    |                                                                                    |                                                                                    | 40                                                                                 |                                                                                    |                                                                                    |                                                                                    | 35                                                                                 |                                                                                    |                                                                                    | 36                                                                                 |                                                                                    |                                                                                    |                                                                                    |                                                                                    |
| 7                                                                                  | Ryan Ellis                                                                         |                                                                                    |                                                                                    |                                                                                    |                                                                                    |                                                                                    |                                                                                    |                                                                                    |                                                                                    | 37                                                                                 |                                                                                    |                                                                                    |                                                                                    |                                                                                    |                                                                                    |                                                                                    |                                                                                    |                                                                                    |                                                                                    | 37                                                                                 | 32                                                                                 |                                                                                    |                                                                                    |                                                                                    |                                                                                    |                                                                                    |                                                                                    |                                                                                    |                                                                                    |                                                                                    |                                                                                    |                                                                                    |                                                                                    |                                                                                    | 38                                                                                 |                                                                                    |                                                                                    |                                                                                    |                                                                                    |
| 8                                                                                  | Timmy Hill                                                                         |                                                                                    |                                                                                    |                                                                                    |                                                                                    |                                                                                    |                                                                                    |                                                                                    |                                                                                    |                                                                                    |                                                                                    |                                                                                    |                                                                                    |                                                                                    |                                                                                    |                                                                                    |                                                                                    |                                                                                    |                                                                                    |                                                                                    |                                                                                    |                                                                                    |                                                                                    |                                                                                    |                                                                                    |                                                                                    |                                                                                    |                                                                                    |                                                                                    | 34                                                                                 |                                                                                    |                                                                                    |                                                                                    |                                                                                    |                                                                                    |                                                                                    |                                                                                    |                                                                                    |                                                                                    |
| 9                                                                                  | D. J. Kennington                                                                   |                                                                                    |                                                                                    |                                                                                    |                                                                                    |                                                                                    |                                                                                    |                                                                                    |                                                                                    |                                                                                    |                                                                                    |                                                                                    |                                                                                    |                                                                                    |                                                                                    |                                                                                    |                                                                                    |                                                                                    |                                                                                    |                                                                                    |                                                                                    |                                                                                    |                                                                                    |                                                                                    |                                                                                    |                                                                                    |                                                                                    |                                                                                    |                                                                                    |                                                                                    |                                                                                    |                                                                                    |                                                                                    |                                                                                    |                                                                                    | 35                                                                                 |                                                                                    |                                                                                    |                                                                                    |
| 10                                                                                 | Justin Allgaier                                                                    |                                                                                    |                                                                                    |                                                                                    |                                                                                    |                                                                                    |                                                                                    |                                                                                    |                                                                                    |                                                                                    |                                                                                    |                                                                                    |                                                                                    |                                                                                    |                                                                                    |                                                                                    |                                                                                    |                                                                                    |                                                                                    |                                                                                    |                                                                                    |                                                                                    |                                                                                    | 40                                                                                 |                                                                                    |                                                                                    |                                                                                    |                                                                                    |                                                                                    |                                                                                    |                                                                                    |                                                                                    |                                                                                    |                                                                                    |                                                                                    |                                                                                    |                                                                                    |                                                                                    |                                                                                    |
| 11                                                                                 | Sam Hornish Jr.                                                                    |                                                                                    |                                                                                    |                                                                                    |                                                                                    |                                                                                    |                                                                                    |                                                                                    |                                                                                    |                                                                                    |                                                                                    |                                                                                    |                                                                                    |                                                                                    |                                                                                    |                                                                                    |                                                                                    |                                                                                    |                                                                                    |                                                                                    |                                                                                    |                                                                                    |                                                                                    |                                                                                    | QL                                                                                 |                                                                                    |                                                                                    |                                                                                    |                                                                                    |                                                                                    |                                                                                    |                                                                                    |                                                                                    |                                                                                    |                                                                                    |                                                                                    |                                                                                    |                                                                                    |                                                                                    |
| 12                                                                                 | Cody Ware                                                                          |                                                                                    |                                                                                    |                                                                                    |                                                                                    |                                                                                    |                                                                                    |                                                                                    |                                                                                    |                                                                                    |                                                                                    |                                                                                    |                                                                                    |                                                                                    |                                                                                    |                                                                                    | DNQ                                                                                |                                                                                    |                                                                                    |                                                                                    |                                                                                    |                                                                                    |                                                                                    |                                                                                    |                                                                                    |                                                                                    |                                                                                    |                                                                                    |                                                                                    |                                                                                    |                                                                                    |                                                                                    |                                                                                    |                                                                                    |                                                                                    |                                                                                    |                                                                                    |                                                                                    |                                                                                    |

### Championnat des constructeurs
| Pos     | Constructeurs | Victoires | Points |
| ------- | ------------- | --------- | ------ |
| 1       | Toyota        | 16        | 1 477  |
| 2       | Chevrolet     | 12        | 1 452  |
| 3       | Ford          | 8         | 1 388  |
| Source: |               |           |        |